# Petrolisthes jugosus
Petrolisthes jugosus är en kräftdjursart som beskrevs av Thomas Hale Streets 1872. Petrolisthes jugosus ingår i släktet Petrolisthes och familjen porslinskrabbor. Inga underarter finns listade i Catalogue of Life.